# Parco nazionale delle zone umide di Amvrakikos
Il parco nazionale delle zone umide di Amvrakikos (in lingua greca: Εθνικο Παρκο Υγροτόπων Αμβρακικού, trasl. Ethnikò Parko Ygrotopon Amvrakikou) è un'area naturale protetta situata nell'Epiro, in Grecia.
Il parco è stato istituito nel 2008 per proteggere, tutelare e gestire la natura e il paesaggio del golfo di Amvrakikos, come patrimonio naturale e risorsa di interesse nazionale, per il suo grande valore biologico, ecologico, estetico, scientifico, geomorfologico ed educativo.
Il paesaggio è caratterizzato da una diversità unica di ambienti, con baie, lingue di terra, insenature,  canali, penisole, strisce di sabbia. In alcuni punti, un piccolo strato di acqua si muove a seconda della direzione del vento, a volte verso la terra ad una distanza di 1000 metri, a volte nella direzione esposta scoprendo il terreno e lasciando la traccia bianca del sale. Il clima caldo, le acque poco profonde sulle coste, le lagune di piccola profondità e le paludi offrono un ambiente favorevole allo sviluppo della flora e della fauna locale, rendendo il golfo una delle zone umide più importanti dell'Europa.